# Volenice (ort i Tjeckien, Mellersta Böhmen)
Volenice är en ort i Tjeckien.   Den ligger i regionen Mellersta Böhmen, i den centrala delen av landet, 70 km sydväst om huvudstaden Prag. Volenice ligger 568 meter över havet och antalet invånare är 373.
Terrängen runt Volenice är platt åt sydost, men åt nordväst är den kuperad. Runt Volenice är det ganska glesbefolkat, med 34 invånare per kvadratkilometer. Närmaste större samhälle är Příbram, 18,2 km nordost om Volenice. I omgivningarna runt Volenice växer i huvudsak blandskog.